# Catral
Catral – gmina w Hiszpanii, w prowincji Alicante, we wspólnocie autonomicznej Walencja, o powierzchni 20,01 km². W 2011 roku liczyła 9083 mieszkańców.